# Flemming Lauritzen
Flemming Lauritzen, danski rokometaš, * 28. junij 1949.
Leta 1972 je na poletnih olimpijskih igrah v Münchnu v sestavi danske rokometne reprezentance osvojil 13. mesto.